# Terra rossa

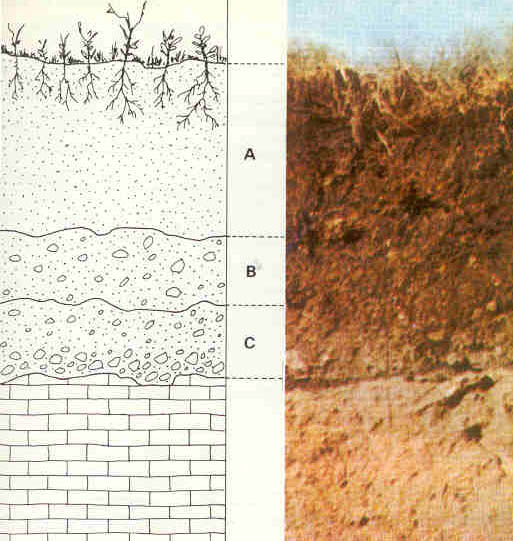
Bodenprofil einer Terra rossa

Terra rossa (italienisch für Rote Erde; lateinisch Terrae rossae) oder auch Kalksteinrotlehm ist ein Bodentyp von leuchtend roter Farbe, der etwa im Mittelmeerraum häufig anzutreffen ist. Obwohl humusarm, ist er bei ausreichender Wasserversorgung relativ fruchtbar.

## Entstehung und Zusammensetzung
Die für diesen Boden verantwortlichen bodenbildenden Prozesse fanden meist schon im Neogen vor maximal 15 Millionen Jahren statt und bestanden vor allem aus der Auswaschung der im Ausgangsgestein enthaltenen Carbonate bei gleichzeitiger Anreicherung von Tonmineralen und Eisenoxiden. Zu letzteren gehört auch der Hämatit, wodurch die rote Farbe zustande kam. Man nimmt an, dass Terrae rossae im Zuge einer sehr langen Bodenbildung aus Rendzinen entstehen.
Neuere mineralogische und chemische Analysen zur Entstehung der Terra rossa im Mittelmeerraum weisen hingegen den Eintrag von rotem mineralischem Staub aus der Sahara- und Sahel-Region nach, der zwischen 12.000 und 25.000 Jahren erfolgte. Damit wären diese Böden deutlich jünger, und die bisher diskutierten möglicherweise beteiligten Bodenbildungsprozesse müssten um einen weiteren Punkt ergänzt werden:
1. Theorie der autochthonen residualen Anreicherung der nicht-karbonatischen Bestandteile bei Verwitterung des Karbonatgesteins
2. Aszendenztheorie: Anhäufung von Eisen- und Aluminiumhydroxiden durch kapillaren Aufstieg vom Gesteinsuntergrund
3. Theorie der allochthonen Bodenanreicherung: Boden wurde allochthon gebildet, zum Beispiel durch Eintrag aeolischen Staubs

## Klassifizierung

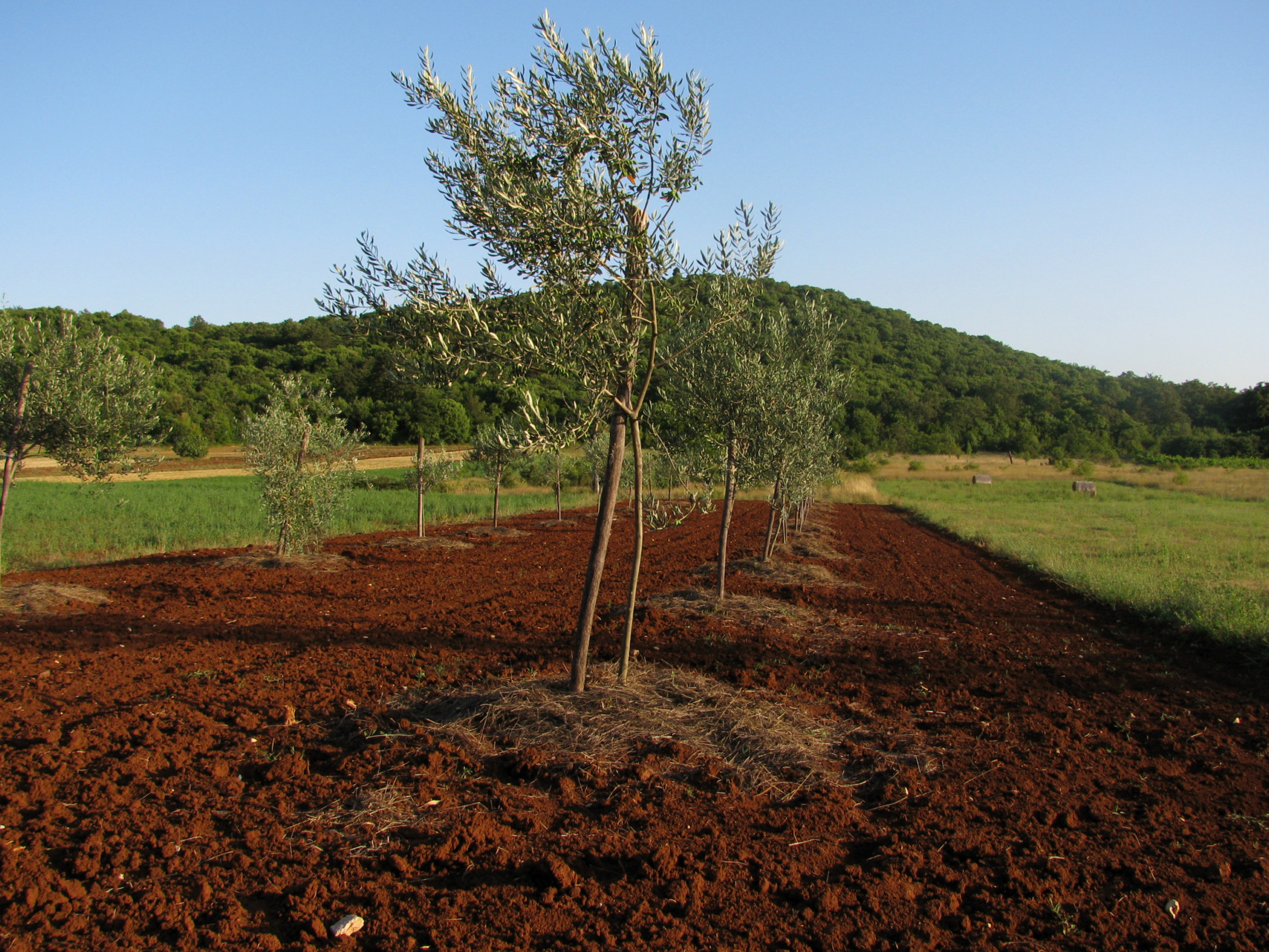
Terra Rossa auf einer frisch bearbeiteten Fläche auf der kroatischen Halbinsel Istrien. In Kroatien wird dieser Boden Crvenica (von crven ‚rot‘) genannt.

Die wissenschaftliche Klassifizierung der Terra rossa ist je nach verwendetem System unterschiedlich: Die internationale Bodenklassifikation World Reference Base for Soil Resources (WRB) ordnet sie den Chromic Luvisols oder Chromic Cambisols (also den gefärbten Luvisolen und Cambisolen) zu, während sie in der deutschen Bodenkunde zusammen mit dem Bodentyp Terra fusca in die Klasse Terrae calcis gehört. Die Klasse Terrae calcis zählt zusammen mit zum Beispiel Braunerden, Schwarzerden und so weiter zur Abteilung der Terrestrischen Böden.
Die Horizontfolge lautet Ah/Tu/cC.
- Ah: Mineralischer Oberbodenhorizont mit nur wenig Humus (maximal 10 Prozent), da dieser im Winter wegen des fehlenden Frostes abgebaut wird.
- Tu: Carbonatgestein (Kalkstein oder Dolomit) haben sich im Regen oder Bodenwasser gelöst und die darin enthaltenen Verunreinigungen, Tonminerale, bleiben zurück und bilden mit einem Gehalt von mindestens 65 Masse-Prozent den Hauptbestandteil dieses Horizonts. Er hat eine braunrote Farbe, was auf eine Anreicherung von Hämatit (bis > 5 Prozent) zurückzuführen ist.
- cC: wenig verwittertes Carbonatgestein (Kalkstein oder Dolomit) mit mindestens 75 Masse-Prozent Carbonat.

## Nutzung
Die Terra rossa ist ein recht guter Boden, der zwar im Sommer an der Oberfläche austrocknet, aber wegen seiner Mächtigkeit (>1 m) genügend tiefgründig ist, um auch bei Dürre genug Wasser zu speichern. Somit ist er wegen des Tonreichtums im Unterboden gut für die Landwirtschaft geeignet.